# WQXR
Koordinaten: 40° 44′ 54″ N, 73° 59′ 10″ W
WQXR ist das Kulturprogramm des New York Public Radio aus New York City und eine der ältesten UKW-Stationen der Welt. Übertragen wird klassische Musik alter und neuer Komponisten. „Classical New York“ sendet von Newark (New Jersey) aus auf 105,9 MHz mit 0,610 kW.

## Geschichte
WQXR nahm 1964 als WHBI den Betrieb auf. WQXR-FM war die FM-Variante der „high-fidelity“ Mittelwelle-Station WQXR 1560 kHz, die schon 1936 auf Sendung gegangen war. 
Ende 2016 beschwerten sich Hörer über Probleme beim Empfang des Senders. Ein Piratensender störte mit seinem Programm, das aus Rezitationen aus der Tora bestand, das Programm von WQXR. In New York operieren laut New York State Broadcaster’s Association rund hundert Piratensender mit einer besonders hohen Dichte in Brooklyn.
Als Digitalkanal sendet WQXR das Programm „Q2 Music“ auf seinem HD2-Kanal.